# Стрюгер, Сёрен
Сёрен Стрюгер (дат. Søren Stryger; род. 7 февраля 1975, Кёге) — датский гандболист, игравший на позиции правого крайнего. Выступал за немецкие клубы Фленсбург-Хандевитт, а также датские клубы ГОГ Гудме, Врольд Скандерборг и Марибо и выступал за сборную Дании

## Карьера

### Клубная
Сёрен Стрюгер  начинал профессиональную карьеру в датском клубе Марибо. Стрюгер в 1996 году перешёл в датский клуб Врольд Скандерборг. В 1999 году Сёрен Стрюгер перешёл в ГОГ Гудме. В составе ГОГ Гудме Сёрен Стрюгер выиграл чемпионат Дании. В 2001 году Стрюгер перешёл в немецкий клуб Фленсбург-Хандевитт.

### В сборной
Сёрен Стрюгер выступал за сборную Дании с 1998 года по 2007 год. Стрюгер выступая за сборную Дании сыграл 151 матч и забросил 482 мячей.

## Титулы
Как игрок

- Чемпион Дании: 2000
- Чемпион Германии: 2004
- Кубок Германии: 2003, 2004, 2005
- Кубок ЕГФ: 2002, 2004